# Mur (Suiza)
Mur es una localidad y antigua comuna suiza del cantón de Vaud, situada en el distrito de Broye-Vully, a orillas del lago de Morat. Limitaba al norte con la comuna de Cudrefin, al este con Haut-Vully (FR), al sur con Greng (FR) y Faoug, y al oeste con Vallamand.
La comuna formó parte hasta el 31 de diciembre de 2007 del distrito de Avenches, círculo de Cudrefin. Desde el 1 de julio de 2011 entró en vigor la fusión de la comuna de Mur con las comunas de Bellerive, Chabrey, Constantine, Montmagny, Vallamand y Villars-le-Grand en la nueva comuna de Vully-les-Lacs.

## Referencias

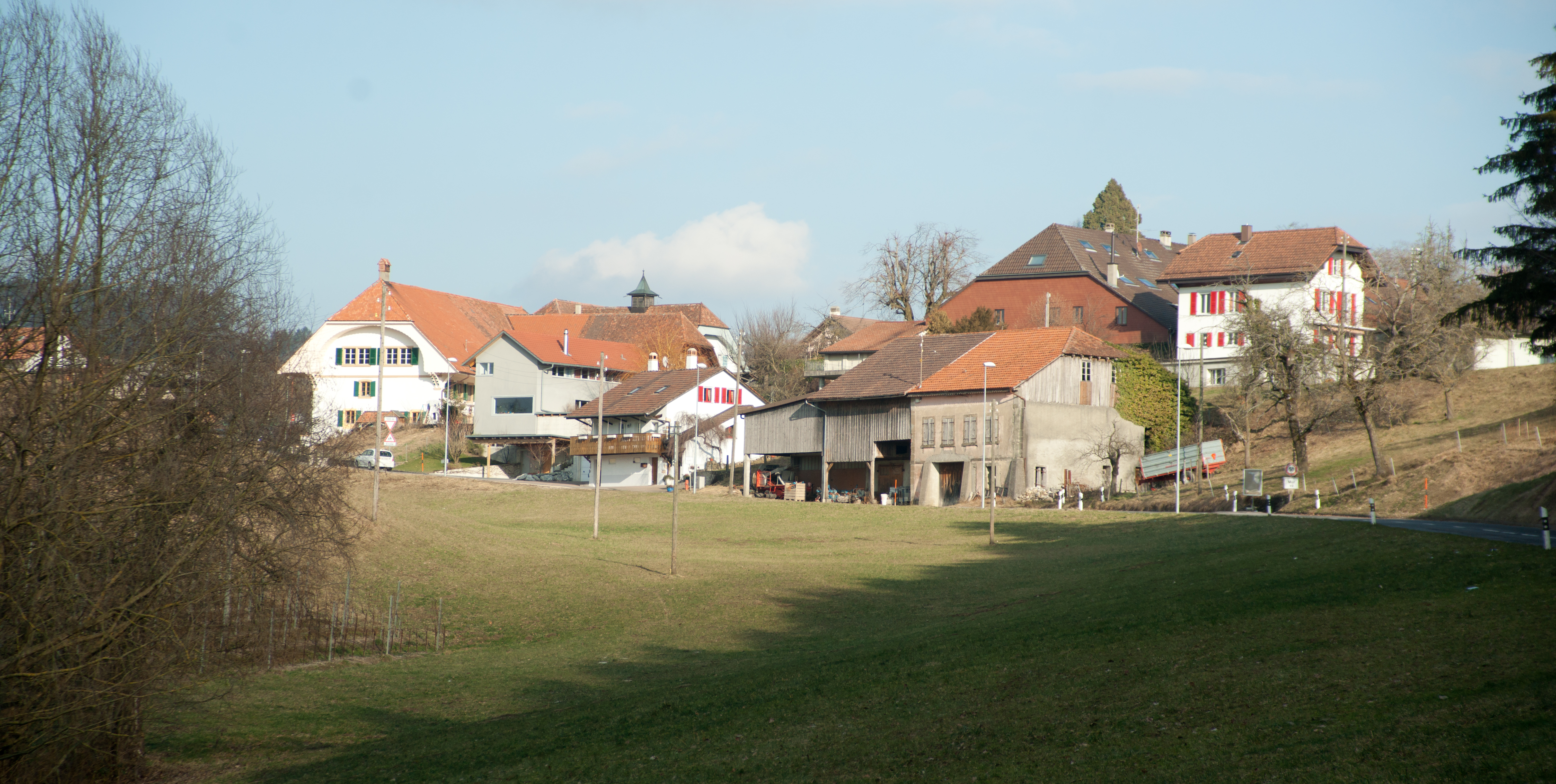
Vista de Mur